# Vladimir Köppen
Vladimir Peter Köppen (russisk: Влади́мир Петро́вич Кёппен, tr. Vladímir Petróvitj Kjoppen; født 25. september 1846 i Sankt Petersborg, Det Russiske Kejserrige, død 22. juni 1940 i Graz, Østrig) var en tysk-russisk meteorolog, klimatolog og botaniker, søn af Peter von Köppen. Han er mest kendt for at have udviklet Köppens klimaklassifikation.
Köppen blev født i Sankt Petersborg af tyske forældre der var i zarens tjeneste. Han studerede på universiteterne i Heidelberg og Leipzig, hvor han eksamineredes 1870. Hans afhandling handlede om temperaturens indvirkning på planters udvikling.
Mellem 1872 og 1873 arbejdede han som meteorolog i Rusland, men vendte i 1875 tilbage til Tyskland, hvor han frem til 1919 var virksom som leder af afdelingen for meteorologi ved det nyindrettede marinbiologiske bureau (Deutsche Seewarte) i Hamborg.
I 1884 offentliggjordes det første udkast til det, der senere skulle blive Köppens klimaklassifikationssystem. Den endelige version blev først offentliggjort i 1936. Han udgav 1884-91 (sammen med Julius von Hann) Meteorologische Zeitschrift og 1892-93 Annalen der Hydrographie und maritimen Meteorologie (udgivet af Deutsche Seewarte).